# 정동열
정동열(1946년 8월 27일 ~ )은 대한민국의 성우이다. 1966년 연극 배우로 활동하다가 1977년 KBS 15기 공채 성우로 데뷔하였다.

## 주요 출연작

### 애니메이션
※전체 출연작은 외부 링크를 참조.
- 드래곤 볼 GT (VIDEO)
- 드래곤 볼 Z (VIDEO)
- 마스크 (비디오) - 찰리 슈마커
- 소년탐정 김전일 (VIDEO)
- 슬램 덩크 (VIDEO) - 채치수(나중) / 안감독(나중)
- 신세기 에반게리온 (VIDEO) - 후유츠키 코조
- 97 신란마 (VIDEO) - 주진창(세나 아빠)
- 폼포코 너구리 대작전 (MOVIE)
- 요술공주 밍키 (SBS) - 고든
- 킬타의 영웅들 (MBC)
- 유니크론과 변신로보트 (KBS) - 재즈 / 럼블
- 유틸리티 파이터 (SBS)
- 지옥의 외인부대 (KBS) - 보리스
- 이나중 탁구부 (XTM)
- 나이트워커 (XTM)
- 메조 (XTM) - 국장
- 사무라이 디퍼 쿄우 (XTM) - 이에야스
- 마녀 배달부 키키 - 게토의 아빠

### 외화
- 말괄량이 삐삐 (KBS)
- 칠협오의 (SBS)

### 영화
- 블랙 아웃 (SBS) - 술집 주인(드류 레치워스)
- 쓰나미 (SBS)
- 애딕티드 러브 (SBS)
- 사망유희 (SBS)
- 발렌타인 데이 (SBS)
- 애나 앤드 킹 (SBS)
- 거북이도 난다 (SBS) - 마을 사람
- 일곱가지 유혹 (SBS)
- 올리버 트위스트 (SBS) - 서장
- 리플리 (SBS) - 탐정
- 어쌔신 (SBS)
- 저스트 프렌즈 (SBS)
- 신 영웅본색 (SBS)
- 레이싱 스트라이프스 (SBS) - 우지 (M. 에밋 월쉬)
- 시네마 천국 (SBS) - 마을 사람(레오 굴로타)
- 최종 분석 (SBS)
- 투 터프 가이즈 (SBS) - 구메르신도(안토니오 가메로)
- 빅 (SBS)
- 메달리온 (SBS) - 서점 주인(유조명)
- 콘택트 (SBS) - S.R.헤든 (존 허트)
- 테일러 오브 파나마 (SBS) - 라몬 (존 폴리토)
- 메트로 (SBS)
- 엘리미네이터 (SBS)
- 리플레이스먼트 (SBS)
- 로미오 머스트 다이 (SBS) - 추싱(구형리)
- 이레이저 (SBS) - 시프 요원(마이클 파파존)
- 데스퍼레이트 (SBS)
- 늑대와 춤을 (SBS)
- 키스 더 걸 (SBS) - 샘슨
- 리플리컨트 (SBS)
- 사라의 미로여행 (SBS)
- 또다른 탄생 (SBS)
- 쟈니 핸섬 (SBS)
- 화성침공 (SBS)
- 필사의 도전 (SBS)
- 라스트 액션 히어로 (SBS)
- 미믹 (KBS)
- 아웃브레이크 (SBS) - 벤자민(자케스 모캐)
- 풀 프루프 (SBS) - 해미쉬(윌리엄 하우스)
- 쇼타임 (SBS) - 윈십(프랭키 페이슨)
- 하이렌더4 (SBS)
- 언컨디셔널 러브 (SBS) - 큰 형부 외
- 에너미 오브 스테이트 (SBS) - 레이놀즈
- 케이트 & 레오폴드 (SBS)
- 7일간의 사랑 (SBS)
- 백야 (KBS) - 비행 부조종사(베니 영) / 시장 상인 / 소련 요원
- 셰인 (KBS)
- 칵테일 (KBS) - 조던의 아버지(로런스 러킨빌)
- 쓰리 (SBS) - 타오
- 스팅 (KBS)
- 로맨싱 스톤 (KBS)
- 특전대 네이비 씰 (SBS) - 선장(나예프 라쉐드)
- 궁둥이를 쏜 사나이 (SBS)
- 다크맨 (SBS)
- 화소도 (SBS)
- 무인지대 (SBS)
- 트윈스 (KBS) - 그레인저(휴 오브라이언)
- 인디아나 존스: 잃어버린 성궤를 찾아서 (KBS) - 마커스(덴홈 엘리어트)
- 조슈아 트리 (SBS) - 교도관(토니 에퍼)
- 제8요일 (SBS)
- 황비홍 (SBS)
- 마틴 기어의 귀향 (SBS) - 페갈라
- 에일리언3 (SBS)
- 백 투 더 퓨처 (90년 더빙판/KBS) - 1955년 마티의 외할아버지(조지 디센조) / 제니퍼 아빠 / 흑인 밴드 멤버
- 수호전지 영웅본색 (SBS) - 임총의 하인
- 슈퍼맨 3(KBS) - 이탈리아 인(존 블러덜)
- 무기여 잘 있거라(KBS) - 군인(헨리 아메타)
- 아일랜드 (SBS) - 고객(리처드 V. 리카타)
- 코만도 (KBS) - 경비원(그렉 웨인 엘램) / 경찰(짐 페인터)
- 이연걸의 탈출 (SBS) - 지휘관(단위륜)
- 애니 홀 (KBS) - 앨비의 아버지(모데카이 로우너) / 의사(빈스 오브라이언)
- 데몰리션 맨 (SBS) - 경찰서장(스티브 카핸)
- 의적 실버브레이드 (SBS) - 드라이스데일(이언 배넌)
- 제네비에브 (KBS) - 경찰(제프리 켄)
- 람보 (SBS) - 오벌(존 맥리암)
- 특공대작전 (KBS) - 군인(해롤드 코인)
- 라붐 (KBS) - 라울의 아빠(자크 아르두앵)